# Holms distrikt, Medelpad
Holms distrikt är ett distrikt i Sundsvalls kommun och Västernorrlands län. Distriktet ligger omkring Holm i norra Medelpad och är landskapets befolkningsmässigt minsta distrikt. 

## Tidigare administrativ tillhörighet
Distriktet inrättades 2016 och utgörs av Holms socken i Sundsvalls kommun.
Området motsvarar den omfattning Holms församling hade 1999/2000.

## Tätorter och småorter
I Holms distrikt finns en småort men inga tätorter. 

### Småorter
- Anundgård